# Ceraeochrysa caucana
Ceraeochrysa caucana är en insektsart som först beskrevs av Banks 1910.  Ceraeochrysa caucana ingår i släktet Ceraeochrysa och familjen guldögonsländor. Inga underarter finns listade i Catalogue of Life.